# Rhodospirillales
De Rhodospirillales vormen een orde van bacteriën, behorende tot de  klasse van Alphaproteobacteria. 

## Onderverdeling
De orde kan ingedeeld worden in twee families:
- Acetobacteraceae
- Rhodospirillaceae

Tot de familie van de Acetobacteraceae behoren onder anderen de azijnzuurbacteriën.